# Austria na Letnich Igrzyskach Olimpijskich 1996
Austrię na Letnich Igrzyskach Olimpijskich 1996 reprezentowało 72 zawodników.

## Zdobyte medale
| Medal  | Zawodnik       | Dyscyplina    | Konkurencja               |
| ------ | -------------- | ------------- | ------------------------- |
| Srebro | Wolfram Waibel | Strzelectwo   | karabin pneumatyczny 10 m |
| Brąz   | Wolfram Waibel | Strzelectwo   | 3 postawy 50 m            |
| Brąz   | Theresia Kiesl | Lekkoatletyka | bieg na 1500 m            |